# Eric Van De Wiele
Eric Van De Wiele (Gent, 27 oktober 1952) is een voormalig Belgisch wielrenner, beroeps van 1975 tot 1984. Van De Wiele behaalde hij 13 overwinningen. In de Ronde van Frankrijk van 1980 werd hij 73ste en de editie van 1982 werd hij 68ste. Na zijn wielerloopbaan ging hij in dienst bij de politie.

## Belangrijkste overwinningen
1974
- 2e etappe deel b Ronde van Limburg, Amateurs

1975
- Curcuit des Frontières

1976
- Harelbeke - Poperinge - Harelbeke

1977
- Beringen
- Onze-Lieve-Vrouw Waver

1978
- Bredene
- Melle
- Merelbeke

1979
- Kruishoutem
- Stadsprijs Geraardsbergen

1980
- Onze-Lieve-Vrouw Waver
- Velaines

1983
- Merelbeke

## Resultaten in voornaamste wedstrijden
| Jaar | Ronde van Italië | Ronde van Frankrijk | Ronde van Spanje |
| ---- | ---------------- | ------------------- | ---------------- |
| 1975 |                  |                     |                  |
| 1976 |                  |                     |                  |
| 1977 |                  |                     |                  |
| 1978 |                  |                     |                  |
| 1979 |                  |                     |                  |
| 1980 |                  | 73e                 |                  |
| 1981 |                  |                     |                  |
| 1982 |                  | 68e                 |                  |

| Jaar | Milaan-San Remo | Gent-Wevelgem | Ronde van Vlaanderen | Parijs-Roubaix | Amstel Gold Race | Luik-Bast.‑Luik | Ronde van Lombardije | Parijs-Brussel | Parijs-Tours | Rund um den Henninger-Turm |  | WK op de weg |  | Wereldranglijsten |
| ---- | --------------- | ------------- | -------------------- | -------------- | ---------------- | --------------- | -------------------- | -------------- | ------------ | -------------------------- |  | ------------ |  | ----------------- |
| 1975 | 29e             | 27e           |                      |                |                  |                 |                      | 17e            | 22e          |                            |  |              |  |                   |
| 1976 |                 | 26e           | 37e                  |                | 13e              |                 | 31e                  | 37e            | 10e          | 25e                        |  |              |  |                   |
| 1977 |                 | 23e           |                      |                |                  |                 |                      | 19e            |              | 9e                         |  |              |  |                   |
| 1978 |                 |               |                      |                | 16e              |                 |                      |                | 29e          |                            |  |              |  |                   |
| 1979 | 95e             | 35e           |                      |                |                  |                 |                      | 5e             | 25e          |                            |  |              |  |                   |
| 1980 | 61e             | 35e           | 29e                  |                |                  |                 |                      |                | 25e          |                            |  |              |  |                   |
| 1981 |                 |               |                      |                | 13e              |                 |                      |                | 68e          |                            |  |              |  |                   |
| 1982 |                 | 36e           |                      |                | 30e              |                 |                      |                |              |                            |  |              |  |                   |